# WVN
WVN(1993년 ~)은 대한민국의 가수다. 2019년 싱글 《Love Is Gone》으로 데뷔했다. 연극배우를 겸업하고 있다.

## 방송
- 쇼미더머니 8 (2019) - Top87
- 버튼게임 (2022) - 우승

## 음반
- Love Is Gone (2019)
- SADBOY (2020)
- THUGGIN (2021)

## 배우 활동
- 당신에게 죽음의 온도는 몇 도 인가요?[2]